# Під прапором небес
«Під прапором небес» (англ. Under the Banner of Heaven) — американський міні-серіал, створений Дастіном Ленсом Блеком за однойменною книгою Джона Кракавера. Прем'єра відбулася 28 квітня 2022 року на сервісі Hulu. Серіал отримав позитивні відгуки критиків.

## Сюжет
Віра поліцейського детектива Джеба Пайрі похитнулася під час розслідування вбивства матері-мормонки та її дочки, в якій замішана Церква Ісуса Христа Святих Останніх Днів.
В основу сюжету лягли реальні події 24 липня 1984 року, коли брати Лафферті вбили Еріку та Бренду Лафферті.

## В ролях
- Ендрю Гарфілд — детектив Джеб Пайрі
- Сем Вортінгтон — Рон Лафферті
- Дейзі Едгар-Джонс — Бренда Лафферті
- Деніз Гоф — Діанна Лафферті
- Вайатт Рассел — Ден Лафферті
- Біллі Хаул — Аллен Лафферті
- Аделаїда Клеменс — Ребекка Пайрі, дружина Джеба
- Рорі Калкін — Семюель Лафферті
- Гіл Бірмінгем — детектив Білл Таба
- Крістофер Хейєрдал — Аммон Лафферті.

## Виробництво
Плани екранізувати книгу у вигляді фільму з'явилися ще в 2011, але в червні 2021 стало відомо, що буде знятий міні-серіал, сценаристом якого залишиться Дастін Ленс Блек, а режисером — Девід Маккензі. На головні ролі були запрошені Ендрю Гарфілд та Дейзі Едгар-Джонс. У серпні акторський склад поповнився Семом Вортінгтоном, Уайаттом Расселом, Деніз Гоф і Гілом Бірмінгемом.
Зйомки в Альберті проходили з серпня по грудень 2021.
Прем'єра серіалу відбулася 28 квітня 2022 року на сервісі Hulu.

## Сприйняття
На сайті Rotten Tomatoes фільм має рейтинг 86 %, заснований на 49 відгуках критиків, із середньою оцінкою 7,4/10. Консенсус критиків сайту говорить: «Хоча серіал зав'яз у надлишку передісторії, його процесуальна лінія збагачується вдумливим роздумом про особисту віру». На Metacritic середньозважена оцінка становить 71 зі 100 на основі 25 рецензій, що вказує на «загалом сприятливі відгуки».
За роль детектива Джеба Пайрі Ендрю Гарфілд був номінований на премію "Еммі" у категорії "Найкраща чоловіча роль у міні-серіалі або фільмі ".